# Бёрштадт
Бёрштадт (нем. Börrstadt) — община в Германии, в земле Рейнланд-Пфальц. 
Входит в состав района Доннерсберг. Подчиняется управлению Виннвайлер.  Население составляет 890 человек (на 31 декабря 2010 года). Занимает площадь 15,10 км².